# CBS
Pour les articles homonymes, voir CBS (homonymie).
CBS Broadcasting, Inc. (abrégé en CBS) est un important réseau de télévision commercial américain créé en 1927 en tant que réseau de radio sous le nom de United Independent Broadcasters Inc. , puis renommé Columbia Phonographic Broadcasting System lorsque la société Columbia Phonograph Company, maison-mère du label Columbia Records, en devient le principal actionnaire et Columbia Broadcasting System lorsqu'il est racheté par William S. Paley en 1928.
Devenu l'un des plus grands réseaux de radio des États-Unis, puis l'un des trois grands réseaux américains de télévision, le groupe abandonne son nom complet en 1974 et devient CBS, Inc. La Westinghouse Electric Company acquiert le réseau en 1995 et adopte finalement le nom de la compagnie qu'elle a achetée pour devenir CBS Corporation en 1997. En 2000, le réseau repasse sous le contrôle de sa maison-mère historique, devenue Viacom en 1971 à la suite de la scission de la filiale de diffusion de programmes de CBS, CBS Enterprises (ex. :CBS Television Film Sales). À la fin de 2005, Viacom se divise elle-même en deux entités : CBS Corporation (production télévisuelle, parcs d'attractions, chaînes CBS et UPN, etc.), contrôlée par Sumner Redstone par le biais de sa société-mère National Amusements (en), et Viacom (MTV, BET, Nickelodeon, Paramount Pictures, etc.).
Le réseau est parfois surnommé « Eye Network » en référence au logo en forme d'œil de la compagnie. Il a également été appelé « The Tiffany Network », par allusion à l'entreprise de joaillerie Tiffany & Co., pour désigner la programmation dite « haut de gamme » de CBS au cours du mandat de son fondateur William S. Paley (1901–1990), ainsi qu'en référence aux premières émissions de CBS en couleur, tournées dans un ancien bâtiment de Tiffany & Co. à New York en 1950[source insuffisante].

## Histoire

Logo de CBS de 2011 au 2015.

### Années 1920: Débuts dans la radio
Les origines de CBS remontent au 21 janvier 1927 avec la création du réseau radiophonique United Independent Broadcasters à Chicago par l'agent artistique new-yorkais Arthur Judson. La société a besoin d'investisseurs et dès avril 1927 la Columbia Phonograph Company, maison mère du label Columbia Records, sauve le réseau en apportant des fonds, mais en contrepartie il est renommé Columbia Phonographic Broadcasting System. Ce nouveau réseau débute le 18 septembre 1927 avec une représentation du Howard Barlow Orchestra depuis la station WOR de Newark, New Jersey et 15 stations affiliées : WCAU à Philadelphie, WADC à Akron, WAIU à Columbus, WCAO à Baltimore, WEAN à Providence, WFBL à Syracuse, WGHP à Détroit, WJAS à Pittsburgh, WKRC à Cincinnati, WMAK à Buffalo-Lockport, WMAQ à Chicago, WNAC à Boston, WOWO à Fort Wayne, KMOX à Saint-Louis et KOIL à Council Bluffs, Iowa.
Les coûts de gestion du réseau sont très importants principalement la location des lignes terrestres d'AT&T et à la fin de l'année 1927, Columbia Phonograph souhaite stopper son financement.

#### Arrivée de William S. Paley

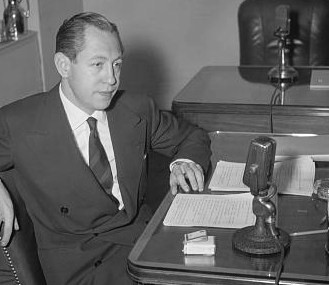
William S. Paley en 1939.

Début 1928, Judson revend le réseau aux frères Isaac et Leon Levy, propriétaires de la station affiliée WCAU à Philadelphie, et leur partenaire Jerome Louchenheim. Aucun des trois hommes ne souhaite assumer de responsabilité dans la société et ils nomment président William S. Paley, un jeune homme de 26 ans fils d'une famille de cigariers de Philadelphie et gendre des Levy. Avec le retrait du label radiophonique, Paley décide de renommer le réseau Columbia Broadcasting System.
Le réseau achète à Alfred H. Grebe pour 410 000 $ une petite station de Brooklyn nommée WABC d'après la société Atlantic Broadcasting Company. La station passe rapidement à 860 kHz puis passera à 880 kHz en 1941 pour être renommée en 1946 WCBS. Les studios déménagent à Steinway Hall sur West 57th Street à Manhattan.
Fort du succès de l'entreprise familiale La Palina qui a doublé ses ventes grâce à la publicité radiophonique mise en place sur les conseils du jeune William Paley, ce dernier est convaincu du pouvoir de la radio. En septembre 1928, Paley achète les actions de Louchenheim dans CBS et avec 51 % devient l'actionnaire majoritaire.
Peu après Paley commence à négocier avec Adolph Zukor, fondateur de Paramount Pictures une participation financière pour contrecarrer les investissements de RCA dans le cinéma. La négociation aboutit en septembre 1929 par une participation croisée, Paramount détenant 49 % de CBS et CBS des actions valant 3,8 millions de dollars. Durant les négociations, il a été évoqué de renommer le réseau Paramount Radio, mais c'était le mois précédent le krach de 1929. Une des conditions est que Paramount rachète la participation de CBS pour un prix minimum de 5 millions de dollars le 1er mars 1932, impliquant que CBS génère au moins 2 millions de dollars de revenus en deux ans. Cette contrainte impose à Paley et son équipe de rendre le réseau rentable.

#### Conquête des affiliés
La première année de la présidence de Paley, les revenus de CBS sont triplés de 1,4 million à 4,7 millions de dollars. Cette évolution est le résultat du second plan de Paley pour améliorer les relations avec les affiliés. Le réseau propose deux types de programmes, « sponsorisé » ou « soutenu », sous-entendu subventionné donc non sponsorisé. Le rival NBC a pris le choix de rétribuer ses affiliés pour toutes les émissions sponsorisées diffusées et de faire payer pour les émissions soutenues. Ce système est très coûteux pour les petites et moyennes stations qui mécontentes préfèrent refuser les émissions soutenues. Paley opte pour un autre système pour promouvoir les émissions de CBS sur le plus de stations possible : les émissions soutenues sont gratuites et les émissions sponsorisées sont prises en charge par les stations sous le contrôle de CBS. Ce système permet rapidement à CBS de devenir le leader du marché américain avec plus d'affiliés que NBC Blue et NBC Red.
Paley est connu comme un homme de goût et de stylé. À la suite de ces bons résultats, ayant regagné la confiance de la direction et le contentement des affiliés, il décide en 1929 d'installer le siège de CBS au 485 Madison Avenue, au cœur du quartier des publicitaires. Et pour réduire les inquiétudes des propriétaires du terrain à cause de la réputation et la santé financière de CBS, il signe un bail de 1,5 million de dollars. Ce sera le siège de CBS jusqu'à la construction du CBS Building, surnommé le « Black Rock » en 1965.
Le réseau comprend alors la station de New York et six autres stations détenues et exploitées : KNX à Los Angeles, KCBS à San Francisco, WBBM à Chicago, WCAU à Philadelphie, KMOX à St. Louis et WCCO à Minneapolis. La station affiliée WJSV à Washington détenue par Hubbard Broadcasting fait aussi partie des principales stations du réseau qui compte 47 affiliées fin 1929.

### Années 1930: Concurrence avec NBC Red et NBC Blue

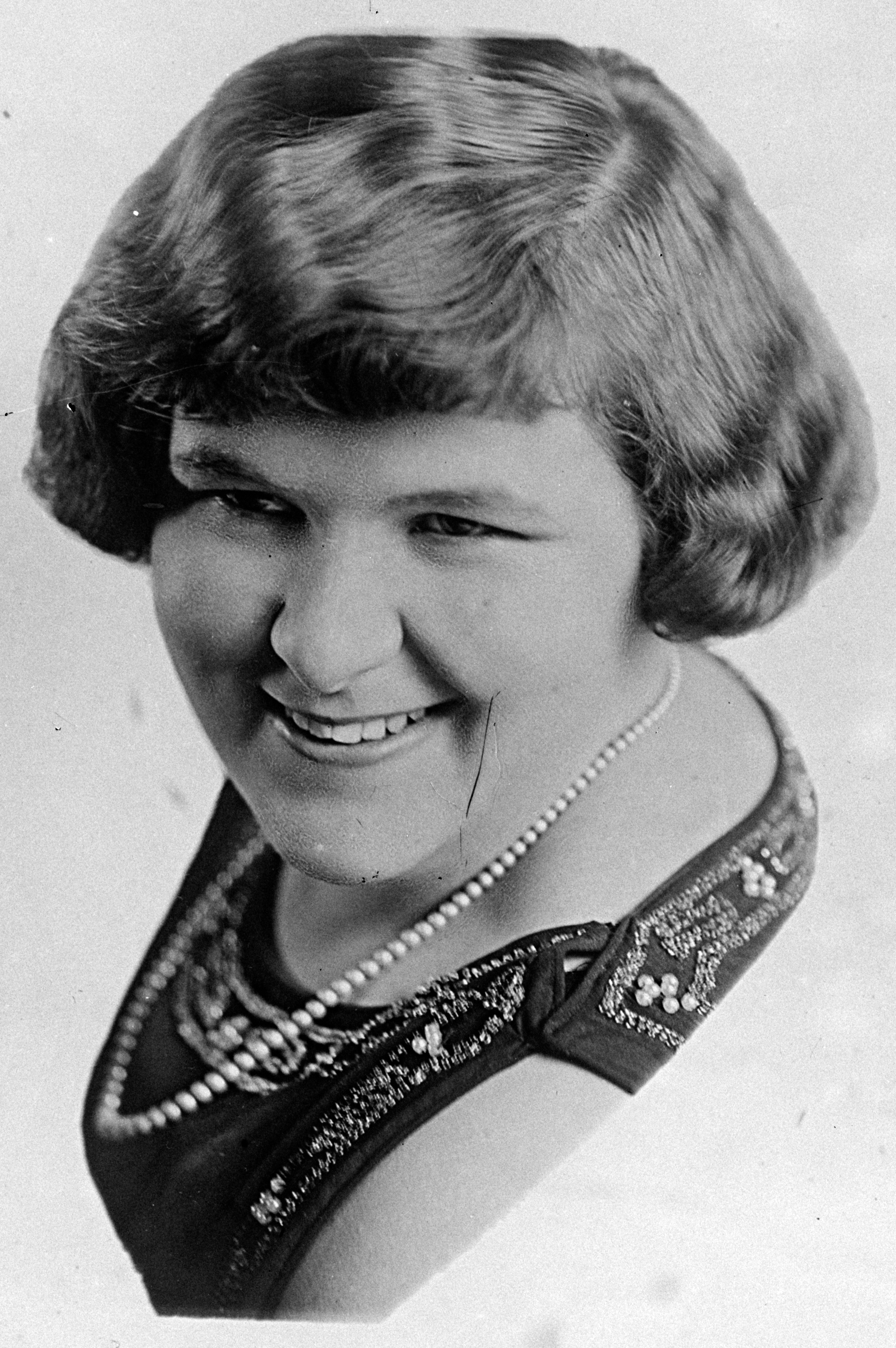
Kate Smith, nommée par Paley présentatrice de l'émission La Palina Hour.

La société devient rentable, mais doit faire face à la concurrence. Comme NBC est une filiale du fabricant d'électronique RCA, son pdg David Sarnoff prend des décisions à la fois pour technique et de diffusion ; ses affiliés ont accès aux derniers équipements RCA ou des plages de fréquences à l'abri des interférences, en résumé les meilleures stations. Mais les propriétaires des stations commencent à douter des choix de Sarnoff, bénéfiques pour RCA ou NBC. Paley n'a pas ce genre de scission avec ses affiliés donc le succès ne dépend que de la qualité des programmes. D'après David Halberstam, Paley possède un sens inné et une oreille absolue pour le divertissement : « un don des dieux, une oreille totalement pure. Il percevait ce qui était bon et pouvait vendre, ce qui était mauvais et pouvait vendre et ce qui était mauvais et ne vendrait pas sans jamais les confondre. »
Au début des années 1930, Paley réunit une équipe de talent chez CBS, des vedettes du musical et de la comédie dont Jack Benny, (Your Canada Dry Humorist), Al Jolson, George Burns et Gracie Allen, mais aussi Kate Smith à qui il confie la présentation de l'émission sponsorisé par sa famille La Palina Hour en raison de sa faculté à ne pas provoquer de jalousie aux femmes américaines. Par exemple, c'est lors d'un voyage transatlantique que Paley découvre un enregistrement phonographique d'un jeune chanteur et qu'il se précipite alors à la salle des communications pour envoyer un télégramme à New York demandant de prendre le chanteur sous contrat pour une émission de radio, le jeune chanteur s’appelle Bing Crosby,. Le 2 septembre 1931, Bing Crosby présente sa première émission de radio sur CBS.
En 1931, CBS commence aussi de manière expérimentale la production télévisuelle avec la chaîne W2XAB diffusant un programme quotidien d'une heure uniquement dans la région de New York. Mais après plusieurs tests dont des retransmissions et des émissions régulières elle stoppe en 1933. Les expérimentations ne reprendront qu'en 1937 avec une conversion à l'électronique, l'installation d'une antenne au-dessus du Chrysler Building ainsi que les studios techniques au 74e étage du bâtiment et des studios de tournage dans Grand Central.

#### Émissions et soap operas

Logo de CBS de 2015 à 2020.

Alors que les émissions de première partie de soirée sur CBS sont principalement musicales, de comédie ou de variété, la programmation journalière est une intrusion directe dans les foyers américains, mais aussi le cœur et l'esprit des femmes américaines ; pour beaucoup c'était le principal contact humain de la journée. En 1930, l'astrologue Evangeline Adams commence une émission sponsorisée par le dentifrice Forhans qui tente de répondre par l'astrologie aux problèmes soumis par courrier par les lecteurs. Le présentateur Tony Wons anime une émission qui fait de lui le confident de millions de femmes, sur fond de tendres violons, sponsorisée par la RJ Reynolds Tobacco Company et vantant les bienfaits des cigarettes enrobées Camel qui seraient « aussi fraîches que la rosée déposée à l'aube sur un champ de trèfle. » Mais le présentateur le plus populaire est Sayle Taylor, « la Voix de l'expérience », quoique son nom n'ait jamais été prononcé sur les ondes. Il anime une émission où il répond au courrier des auditrices, plusieurs dizaines de milliers par semaine, contenant les descriptions les plus intimes des femmes, émission sponsorisée par la pommade Musterole et le laxatif Haley dont les ventes ont explosé dès le premier mois de diffusion.
En mars 1932, le studio Paramount est au bord de la faillite et revend ses actions à CBS. Du côté de la programmation, les années passant, un nouveau type de programme est ajouté, les feuilletons dramatiques radiophoniques surnommées soap operas en raison des sponsors, des fabricants de savons. Ces émissions constituées d'épisodes d'un quart d'heure prolifèrent au milieu et à la fin des années 1930, toutes avec le même schéma, leurs personnages sont d'une des deux catégories possible : ceux troublés et ceux qui les aident, ces derniers étant souvent plus âgés. Sur CBS les principaux soap operas sont Just Plain Bill sponsorisé par l'analgésique Anacin, Your Family and Mine par l'épicier Sealtest Dairy, Bachelor's Children par les produits nettoyants et de lessive Old Dutch Cleanser puis le boulanger Wonder Bread, Aunt Jenny's Real Life Stories par la marque de graisse alimentaire Spry Vegetable Shortening. Erik Barnouw ajoute Our Gal Sunday sponsorisé par Anacin, The Romance of Helen Trent par les cosmétiques Angélus, Big Sister par le lessivier Rinso parmi de nombreux autres qui remplissent les programmes de la journée.

#### Le service journalistique indépendant

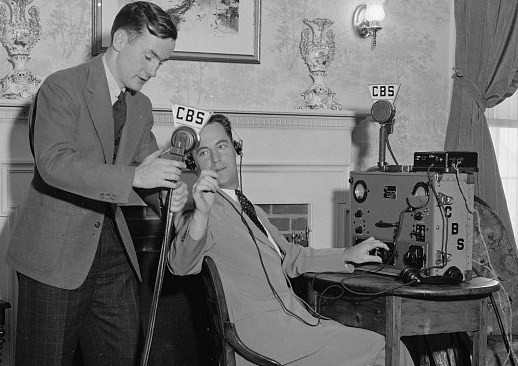
Des techniciens de CBS News engineers installent un émetteur pour une affaire judiciaire en 1937.

Le potentiel journalistique de la radio n'apparaît qu'en 1930 quand CBS se retrouve en liaison téléphonique avec un prisonnier surnommé The Deacon qui décrit de l'intérieur et en direct une émeute et un incident dans l'Ohio State Penitentiary, à Columbus, pour CBS un coup médiatique choquant. Fin 1934, il n'y a toujours pas d'émission régulière d'information sur le réseau, la plupart des sponsors ne souhaitant pas de programmes d'information et les réseaux en proposant sont sous la menace d'utilisation par les sponsors de leurs droits de veto. De plus une certaine distance de précaution a été établie depuis longtemps entre la radio et la presse, cette dernière avait avec raison statué que la radio serait un concurrent pour la publicité et la couverture de l'actualité. En 1933, les deux médias s'étaient battu et la presse avait arrêté de publier les programmes des radios et interdit la lecture des journaux d'actualité au seul profit des radios. En contrepartie, à la demande des radios, les propriétaires des grands magasins, les plus gros annonceurs des journaux et souvent aussi propriétaires des stations de radio locales ont menacé de retirer leurs publicités de la presse. Une tentative d'accord en 1933 a vu apparaître la proposition d'interdire aux radios la diffusion d'actualité avant 9 h 30 et après 18 h ou que les informations doivent avoir plus de 12 heures avant d'être diffusée.
C'est dans ce climat que Paley décide « d'améliorer le prestige de CBS, de le rendre plus innovant dans l'esprit du public, d'en faire un réseau plus digne et socialement écouté. » Parmi les actions menées ont la retransmission de l'Orchestre philharmonique de New York, les comédies dramatiques de Norman Corwin et un service d'actualité interne, récoltant et présentant les informations, libre des journaux et agence de presse. Ce projet se concrétise à l'automne 1934 avec un service de journalisme dirigé par le vice-président Ed Klauber, ancien du New York Times et le directeur de presse Paul White. En l'absence de modèle ou de précédent pour la couverture de l'actualité, les premiers efforts de cette nouvelle division ont été d'utiliser les liens à ondes courtes en service depuis 5 ans chez CBS pour diffuser les évènements européens aux États-Unis.
Une des personnes essentielles du service est Edward R. Murrow engagé en 1935 comme Directeur des Conversations. Il a appris l'utilisation du microphone aux côtés de Robert Trout (en), seul employé à plein temps de la division et se trouve rapidement en conflit avec Paul White. Murrow est heureux de quitter l'atmosphère lourde des locaux de New York pour celle de directeur européen de CBS à Londres en 1937. C'est à la même époque que la menace d'Adolf Hitler apparaît et que CBS se doit d'avoir un service robuste pour traiter l'information. Pour Halberstam, cette nomination de Murrow à Londres fait de lui l'homme qu'il faut au moment où il faut et à l'endroit où il faut.

#### Une fin de décennie rentable et la guerre d'Orson Welles

Logo de CBS de 2018 à 2020.

Grâce à sa programmation, CBS prospère et en 1935, les revenus de ventes atteignent 19,3 millions de dollars avec un profit de 2,7 millions. En 1937, le réseau récolte 28,7 millions et comprend 114 affiliés dont la plupart a été nettoyée des émissions soutenues ce qui permet d'avoir de bons taux d'audience et des revenus élevés. En 1938, CBS achète la société American Record Corporation, maison mère de son ancien actionnaire Columbia Records. Cette même année à la fois NBC et CBS ouvrent des studios à Hollywood afin d'attirer les vedettes du cinéma sur les radios : le NBC Radio City sur Sunset and Vine et à deux pâtés de maisons de là, le CBS Columbia Square.

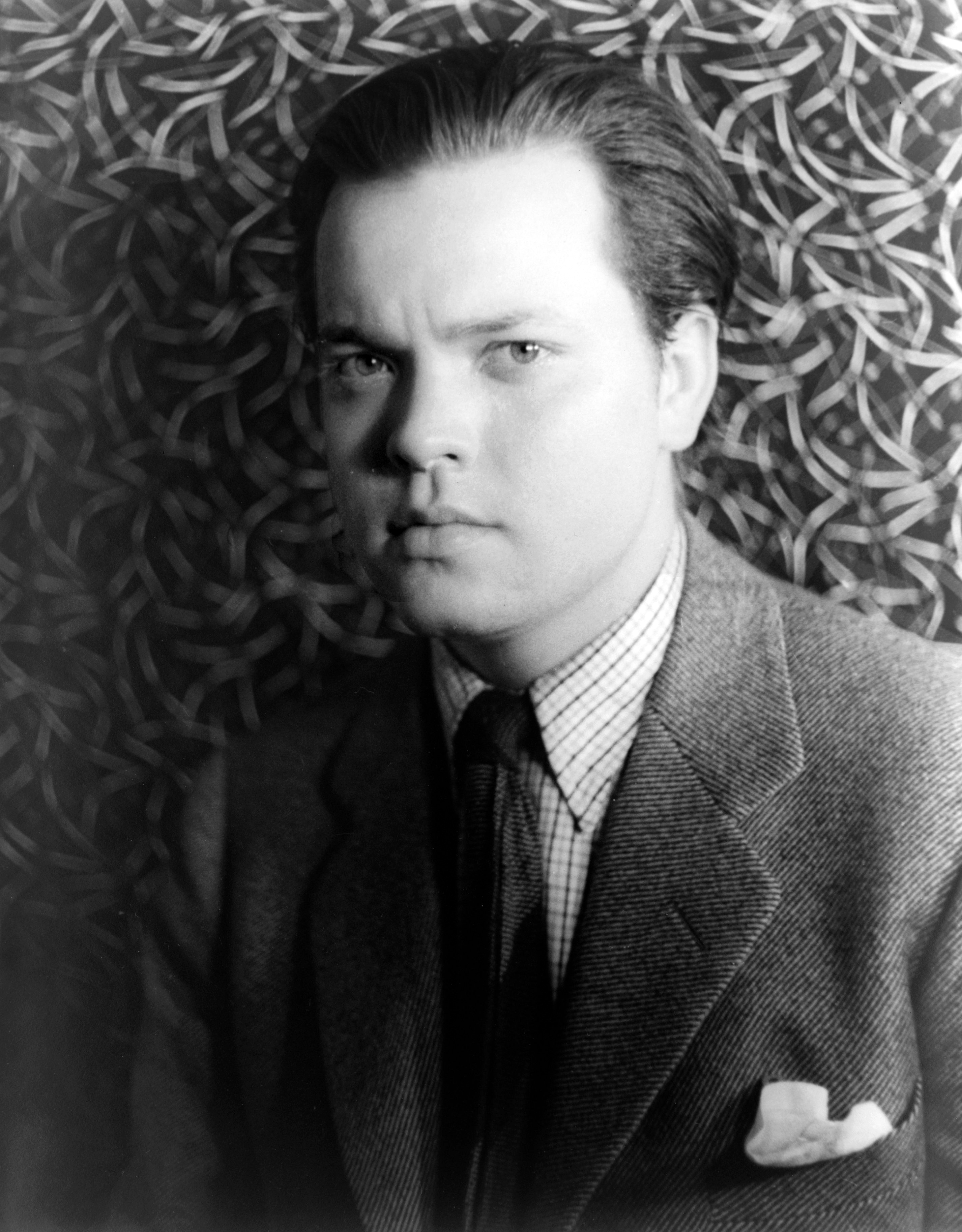
L’Enfant terrible Orson Welles fait paniquer le pays avec son émission.

Le 30 octobre 1938, CBS découvre une marque d’infamie quand Orson Welles dans l'émission Mercury Theatre on the Air commence l'adaptation radiophonique du roman La Guerre des mondes d'H. G. Wells. L'adaptation prend la forme d'une version contemporaine de l'histoire sous la forme de faux messages d'informations. Elle a provoqué la panique de nombreux auditeurs de CBS qui ont cru à l'invasion d'extraterrestres venant de Mars dévastant la municipalité de Grover's Mill (New Jersey) malgré des avertissements prévenant que c'était une fiction. La publicité autour de l'émission a eu deux effets, l'interdiction d'inclure de faux messages d’information dans les fictions radiophoniques et l'émission a été sponsorisée sous le titre The Campbell Playhouse. Welles, pour sa part, résume l'épisode comme sa propre version radio du Mercury Theater s'habillant dans un drap et sortant d'un buisson en lançant 'Boo!'".

#### Début de la Seconde Guerre mondiale
Le service journalistique se retrouve rapidement pris dans les affres de la Seconde Guerre mondiale. Murrow, installé au Royaume-Uni, commence à regrouper une équipe de journalistes, surnommée les « Murrow's Boys » comprenant William L. Shirer, Charles Collingwood et Eric Sevareid. Les membres de l'équipe sont à l'image de Murrow, vestimentairement impeccable, sachant lire et écrire, souvent libéral et tous des « prima donna. » Ils avaient pour tâche de couvrir l'histoire, mais parfois ils en faisaient partie comme le 12 mars 1938 quand Hitler annexe l'Autriche et que l'équipe couvre l’évènement depuis toute l'Europe : Shirer à Londres, Edgar Ansel Mowrer à Paris, Pierre Huss à Berlin, Frank Gervasi à Rome et Trout à New York. Cet épisode marque la naissance du format d'actualité tournante de CBS encore en vigueur.
Les comptes-rendus nocturnes de Murrow depuis les toits de Londres durant le Blitz galvanisent les auditeurs américains bien avant l'attaque de Pearl Harbor et Le conflit est devenu « l'histoire de la survie de civilisation Occidentale, le plus héroïque de toutes les guerres possibles et des histoires. Il faisait en effet un rapport sur la survie des peuples anglophones. » Avec sa voix « virile et tourmentée », Murrow contient et surmonte la panique et le danger qu'il ressent, à la place il les communique ainsi tout plus efficacement au public. Utilisant son auto-référence et marque de fabrique "Ce journaliste", il n'annonce pas vraiment de nouvelles ni les interprètent, combinant plutôt simplicité d'expression et la subtilité de nuance. Murrow lui-même dit qu'il a essayé « de décrire des choses en termes qui signifient quelque chose au conducteur de camion sans insulter l'intelligence du professeur ».
Lors d'une visite aux États-Unis fin 1941, Paley organise une « réception extraordinairement élaborée » en l'honneur de Murrow au Waldorf-Astoria. Le but de cette réception n'est pas seulement d'honorer la dernière vedette de CBS, mais aussi d'annoncer au monde que le réseau de Paley n'est plus un simple tuyau diffusant les programmes des autres, mais est aussi une force culturelle propre. Une fois la guerre finie, Murrow rentre pour de bon et est devenu une superstar ayant gagné « le prestige, la liberté et le respect de la profession et de son entreprise. » Il possède un capital énorme au sein de CBS et quand la télévision part à la recherche d'une forme non définie d'actualité, il donne son avis librement sur les actualités radio puis sur la télévision au sénateur Joseph McCarthy puis à William S. Paley.

### Années 1940: Début dans la télévision
Fin 1939, Bill Paley annonce que l'année 1940 sera la plus glorieuse année dans l'histoire de la radio aux États-Unis. D'un côté le réseau de radio est à son apogée, de l'autre, CBS se lance dans la télévision. Les travaux préliminaires pour la production télévisuelle arrivent à leur terme en 1939, les studios et l'émetteur sont installés et la production débutent par des tests à la fin du printemps 1939. CBS utilise à nouveau la chaîne W2XAB, renommée W2XAX, sur le second canal dans la région de New York. Près de la totalité des publicitaires sous contrat en 1939 renouvellent leur contrat en 1940 et la radio devient un équipement standard de base des engins agricoles, augmentant sensiblement le nombre de récepteurs.

#### Création de la chaîne télévisuelle WNBT
Les tests sont concluants et CBS entame en 1940 la procédure administrative pour créer sa propre station. En 1941, CBS obtient l'autorisation d'émission de manière plus régulière, la chaîne est renommée WCBW. La Federal Communications Commission attribue les licences pour la télévision le 1er juillet 1941, la première pour NBC sur le canal 1 nommée WNBT (plus tard WNBC) et la seconde pour CBS. Dès 1942, la programmation de la chaîne comporte plusieurs heures d'émissions dont des informations, des jeux, du sport et des émissions culturelles.
Les laboratoires de CBS, mené par l'ingénieur Peter Goldmark développent un système de télévision en couleur techniquement différent de celui de RCA. En raison de son incompatibilité avec le standard noir et blanc de RCA déjà déployé, la FCC refuse la technologie de CBS. Le système de CBS offrait des couleurs brillantes et stables tandis que celui de NBC était cru, instable mais compatible. Goldmark invente peu après un format de disque microsillon longue durée, le Long Play qui concurrencera le 78 tour de RCA-Victor, propulsant Columbia Records.
Avec le rejet par la Federal Communications Commission du système de CBS, les investissements des CBS dans les stations UHF au détriment des VHF pour des raisons de meilleure compatibilité avec leurs systèmes sont sapés alors que débute l'âge de la télévision. Peu après avoir voté pour le système RCA, le président de la FCC Charles Denny a démissionné de son poste pour devenir le vice-président de NBC. D'un autre côté, en 1941, la FCC impose à NBC de se séparer l'un de ses deux réseaux, ce sera NBC Blue, qui devient en 1943 American Broadcasting Company,.

#### L'antenne sud-américaine
En 1940, juste avant l'entrée en guerre des États-Unis dans la Seconde Guerre mondiale, CBS recrute Edmund A. Chester, directeur pour l'Amérique latine chez Associated Press, comme directeur des relations avec et responsable des programmes courts pour l'Amérique latine. Il prend en charge le développement de la Cadena de las Americas (en français : « réseau des Amériques ») en relation avec le département d'État des États-Unis, le Coordinateur du Bureau des affaires inter-américaines (dirigé par Nelson Rockefeller) et Voice of America. Ce réseau fournit des informations et des programmes culturels à l'Amérique du Sud et l'Amérique centrale durant toute la période de la Seconde Guerre mondiale et permet des relations diplomatiques entre les États-Unis et les autres pays du continent considérés comme sous-développés.
Le réseau compte des émissions populaires comme Viva América qui présente des jeunes musiciens du nord et du sud accompagnés par le CBS Pan American Orchestra dirigé par Alfredo Antonini. Antonini a recruté l'accordéoniste John Serry (père) et le ténor lyrique mexicain Néstor Mesta Cháyres et le ténor lyrique mexicain Juan Arvizu à la création de l'orchestre en 1942. Ils ont joué ensemble sur le spectacle jusqu'à ce qu'il ait été interrompu en 1949,.

#### 1940-1945: une entreprise en crise
Durant les années 1940, le personnel et la direction de CBS changent beaucoup, principalement avec les départs dans d'autres sociétés, les départs en retraite ou les décès de la « vieille garde. » Mais Paley change aussi et devient « plus despote que leader. » Il passe beaucoup de son temps à tisser des liens sociaux et dans des quêtes culturelles ; son « espoir est que CBS puisse d'une façon ou d'une autre apprendre à s'autodiriger. » Il demanda par exemple à un décorateur d'intérieur de refaire son appartement avec un dressing pour 300 costumes, 100 chemises et des tiroirs pour 100 cravates.
Durant la Seconde Guerre mondiale le nombre et les investissements dans les espaces publicitaires télévisuels sont considérablement réduits. Après la fin de la guerre, le marché des télévisions commerciales repart à la hausse et c'est remarquable durant la période 1945-1947 au niveau des programmes pour les trois réseaux de New York (NBC, CBS et DuMont). Mais tandis que RCA et DuMont concourent pour édifier leur réseau et offrir des programmes, NBC est contraint de changer son fusil d'épaule et de redéployer un réseau au format UHF à la suite de l'abandon contraint de leur format couleur incompatible avec le noir et blanc préexistant.
Le rationnement avait limité la taille des journaux et des publicités, les publicitaires se sont donc rabattus sur la radiophonie. Une loi du congrès américain de 1942 a permis d'exempter de taxe la publicité, les entreprises de l'automobile et des pneumatiques, au plus mal durant la guerre, ont ainsi sponsorisé des retransmissions radiophoniques d'émissions dramatiques et d'orchestres symphoniques. En 1945, la part des émissions sponsorisées est de 2 pour 3, les autres étant subventionnées, alors que cette proportion était inversée en 1940.

#### 1945-1949: au-dessus des concurrents radiophoniques
Après la Seconde Guerre mondiale, CBS devient le principal réseau de radio. Malgré l'afflux de publicitaires et de leur argent, ou peut-être à cause d'eux, les années 1940 ne sont pas exempt de sursaut pour le marché de la radio. Le principal défi est lié aux investigations de la FCC sur les réseaux de diffusion, surnommées l'« enquête monopole. » L'enquête a démarré en 1938, mais c'est avec l'arrivée à la tête de la FCC en 1940 du nouveau directeur général James L. Fly qu'elle accélère. L'enquête devient moins menaçante en 1943 quand NBC doit se séparer du réseau NBC Blue qui deviendra ABC Radio. CBS est aussi affectée mais moins sévèrement : le brillant contrat avec les affiliés initiés en 1928 qui lui avait permis de revendiquer la première place des programmes des radios locales pour la plage horaire sponsorisée, nommée « option réseau », est critiqué pour son impact négatif sur les programmes locaux. Les précédentes négociations avaient permis de limiter à trois heures sur quatre durant certaines périodes de la journée, mais les nouvelles régulations n'ont presque aucun effet. La plupart des stations acceptent le contenu du réseau pour les heures sponsorisées, car cette option leur rapporte de l'argent. Un autre point des règles de la FCC est l'interdiction pour les réseaux radiophoniques d'avoir des agences artistiques, CBS revend donc sa filiale Music Corporation of America.

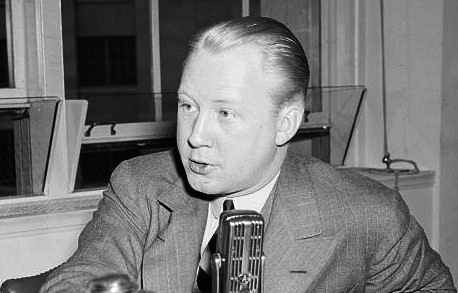
Dr Frank Stanton, président de CBS de 1946–1971.

Paley se détachant de plus en plus du quotidien de directeur, il nomme plusieurs directeurs intermédiaires pour assumer des fonctions de plus en plus importantes et servir de tampon. Il nomme d'abord Ed Klauber, puis Paul Kesten puis finalement Frank Stanton, qui obtient en 1946 le poste de président de CBS, second derrière Paley pour ce qui est de l'influence sur CBS. Stanton est décrit comme un « magnifique mandarin qui officiait comme super-intendant, attaché de presse et responsable marketing. » Il a débuté en 1933 chez CBS après avoir envoyé sa thèse de doctorat intitulée A Critique Of Present Methods and a New Plan for Studying Radio Listening Behavior aux hauts responsables de CBS qui lui proposèrent un emploi. Il réalisa ensuite une étude nommée Memory for Advertising Copy Presented Visually vs. Orally utilisée par les équipes commerciales de CBS pour démarcher de nouveaux sponsors, avec succès. En 1946, Stanton est nommé président de CBS tandis que Paley devient le président du directoire. Le costume rayé et coloré mais impeccable, de couleur bleu ardoise digne d'une garde-robe, la chemise écrue, la cravate bleue œuf de merle avec des reflets safran ont fait de Stanton « le meilleur argument pour une télévision en couleur » dans l'esprit d'un vice-président de CBS sardonique.

### Années 1950 et 1960: Transition de la radio vers la télévision
En 1964, CBS rachète l'entreprise d'instruments de musique Fender et la revend en mars 1985.

### Années 1970 et 1980: Refonte de la programmation
Depuis la fin des années 1980, CBS Records ne fait plus partie du groupe CBS, mais a été rachetée par le géant de l'électronique japonais Sony qui l'a rebaptisée Sony Music Entertainment.

### Années 2000: Téléréalité et séries policières
En 2005, CBS est le canal de télévision le plus regardé aux États-Unis, notamment grâce à des programmes tels que Les Feux de l'amour, Les Experts, Tout le monde aime Raymond ou Survivor, qui réunissent tous en moyenne entre 20 et 25 millions de fidèles. CBS apparaît maintenant comme indétrônable devant ABC, et très loin devant la chaîne longtemps considérée comme no 1 : NBC.
Les années suivantes voient arriver une concurrence plus féroce des autres networks. Malgré tout, CBS reste pour la saison 2010/2011 le network le plus regardé sur le public global avec une moyenne de 11,6 millions sur l'année. Cependant, la chaîne est battue par la FOX sur le taux des 18-49 ans, le plus important pour les annonceurs (4,59 % contre 3,80 %).

### Années 2010 et 2020: La Domination
Depuis les années 2000 et les avènements des séries comme les Experts ou NCIS, CBS est la chaine la plus regardée aux États-Unis, loin devant ses concurrents,.
Pour la saison 2022-2023 et pour la quinzième année consécutive, la chaine est la plus regardée aux Etats-Unis grâce notamment à des marques fortes comme NCIS : Enquêtes spéciales ou encore Survivor.

## Le groupe de média CBS
- CBS Daytime
- CBS Interactive
- CBS Kidshow
- CBS Mobile
- CBS News
- CBS Radio
- CBS Radio Network
- CBS Sports
- CBS Studio Center
- CBS Television City
- CBS Productions
- Cookie Jar TV
- The CW Television Network (50 %)

### Chaînes de télévision détenues en propre
La FCC limite les nombres de chaînes détenues et opérées à 39 % des foyers américains, ce qui se traduit différemment selon les réseaux et les marchés.
| Ville/Marché                       | Station | TAT / TNT | Année de création | Année d'affiliation | Année d'acquisition |
| ---------------------------------- | ------- | --------- | ----------------- | ------------------- | ------------------- |
| Los Angeles                        | KCBS-TV | 31        | 1948              | 1951                | 1951                |
| Denver                             | KCNC    | 35        | 1953              | 1994                | 1995                |
| Pittsburgh                         | KDKA    | 25        | 1949              | 1995                | 1995                |
| Stockton - Sacramento - Modesto    | KOVR    | 25        | 1954              | 1995                | 2005                |
| San Francisco - Oakland - San José | KPIX    | 29        | 1948              | 1948                | 1996                |
| Fort Worth - Dallas                | KTVT    | 11        | 1955              | 1955                | 1955                |
| Philadelphie                       | KYW     | 26        | 1941              | 1995                | 1995                |
| Chicago                            | WBBM-TV | 12        | 1946              | 1946                | 1946                |
| Boston                             | WBZ     | 30        | 1948              | 1953                | 1953                |
| New York                           | WCBS-TV | 33        | 1941              | 1941                | 1941                |
| Minneapolis - Saint Paul           | WCCO-TV | 32        | 1949              | 1949                | 1992                |
| Miami - Fort Lauderdale            | WFOR    | 22        | 1967              | 1995                | 1995                |
| Baltimore                          | WJZ     | 13        | 1948              | 1995                | 1995                |
| Détroit                            | WWJ-TV  | 44        | 1975              | 1995                | 1995                |

### Anciennes filiales
- CBS Cable (1981-1982), cablo-opérateur
- Columbia Records, label d'édition musical créé en 1938 et vendu en 1988 à Sony
- CBS Publishing (livres) créée à partir de 1967 par plusieurs acquisitions et vendues en 1985.
  - Holt, Rinehart & Winston, achetée en 1967
  - Bond/Parkhurst, acheté en 1971
  - CBS Publications (magazines) créée en 1974, revendu en 1987 à Peter Diamandis, qui revend en 1988 à Hachette Filipacchi Media U.S.
  - Fawcett Publications, achetée 1974
- TriStar Pictures, coentreprise créée en 1982 avec Columbia Pictures et HBO, participation revendue en 1985 à The Coca-Cola Company[81]

### Locaux et studios
- CBS Broadcast Center à New York
- CBS Building à New York, siège social de CBS Corporation
- Ed Sullivan Theater
- CBS Studio Center à Los Angeles
- CBS Television City à Los Angeles

## Programmes

### Programme saison 2025-2026[82]
| Jours                       | 20h-21h                                       | 20h-21h                               | 21h-22h                           | 22h-23h                           |
| Jours                       | 20h-20h30                                     | 20h30-21h                             | 21h-22h                           | 22h-23h                           |
| --------------------------- | --------------------------------------------- | ------------------------------------- | --------------------------------- | --------------------------------- |
| Lundi                       | The Neighborhood (saison 8)                   | DMV (saison 1, nouveauté)             | FBI (saison 7)                    | Waston (saison 2)                 |
| Mardi                       | NCIS : Enquêtes spéciales (saison 23)         | NCIS : Enquêtes spéciales (saison 23) | NCIS: Origins (saison 2)          | NCIS: Sydney (saison 3)           |
| Mercredi                    | Survivor (saison 49 et 50)                    | Survivor (saison 49 et 50)            | The Amazing Race (saison 37)      | The Amazing Race (saison 37)      |
| Jeudi                       | Georgie and Mandy's First Marriage (saison 2) | Ghosts (saison 5)                     | Matlock (saison 2)                | Elsbeth (saison 3)                |
| Vendredi                    | Sheriff Country (saison 1, nouveauté)         | Sheriff Country (saison 1, nouveauté) | Fire Country (saison 4)           | Boston Blue (saison 1, nouveauté) |
| Dimanche octobre - décembre | Tracker (saison 3)                            | Tracker (saison 3)                    | The Road (saison 1, nouveauté)    | Programmes variés                 |
| Dimanche janvier - mai      | Tracker (saison 3)                            | Tracker (saison 3)                    | Y: Marshals (saison 1, nouveauté) | non déterminé                     |

Programme de la mi-saison :
- CIA (saison 1, nouveauté)

### Programme saison 2024-2025[83]
| Jours                       | 20h-21h                                                  | 20h-21h                             | 21h-22h                               | 22h-23h                             |
| Jours                       | 20h-20h30                                                | 20h30-21h                           | 21h-22h                               | 22h-23h                             |
| --------------------------- | -------------------------------------------------------- | ----------------------------------- | ------------------------------------- | ----------------------------------- |
| Lundi                       | The Neighborhood (saison 7)                              | Poppa's House (saison 1, nouveauté) | NCIS : Enquêtes spéciales (saison 22) | NCIS: Origins (saison 1, nouveauté) |
| Mardi                       | FBI (saison 7)                                           | FBI (saison 7)                      | FBI: International (saison 4)         | FBI: Most Wanted (saison 6)         |
| Mercredi                    | Survivor (saison 47 et 48)                               | Survivor (saison 47 et 48)          | The Amazing Race (saison 36)          | The Amazing Race (saison 36)        |
| Jeudi                       | Georgie and Mandy's First Marriage (saison 1, nouveauté) | Ghosts (saison 4)                   | Matlock (saison 1, nouveauté)         | Elsbeth (saison 2)                  |
| Vendredi sept-décembre      | S.W.A.T. (saison 8)                                      | S.W.A.T. (saison 8)                 | Fire Country (saison 3)               | Blue Bloods (saison 14, partie 2)   |
| Vendredi janvier - mai      | NCIS: Sydney (saison 2)                                  | NCIS: Sydney (saison 2)             | Fire Country (saison 3)               | S.W.A.T. (saison 8)                 |
| Dimanche octobre - décembre | 60 Minutes                                               | 60 Minutes                          | Tracker (saison 2)                    | The Equalizer (saison 5)            |
| Dimanche janvier - mai      | Tracker (saison 2)                                       | Tracker (saison 2)                  | Waston (saison 1, nouveauté)          | The Equalizer (saison 5)            |

### Programme saison 2023-2024
| Jours    | 20h-21h                     | 20h-21h                        | 21h-22h                               | 22h-23h                           |
| Jours    | 20h-20h30                   | 20h30-21h                      | 21h-22h                               | 22h-23h                           |
| -------- | --------------------------- | ------------------------------ | ------------------------------------- | --------------------------------- |
| Lundi    | The Neighborhood (saison 6) | Bob Hearts Abishola (saison 5) | NCIS : Enquêtes spéciales (saison 21) | NCIS: Hawaiʻi (saison 3)          |
| Mardi    | FBI (saison 6)              | FBI (saison 6)                 | FBI: International (saison 3)         | FBI: Most Wanted (saison 5)       |
| Mercredi | Survivor (saison 45 et 46)  | Survivor (saison 45 et 46)     | The Amazing Race (saison 35)          | The Amazing Race (saison 35)      |
| Jeudi    | Young Sheldon (saison 6)    | Ghosts (saison 3)              | So Help Me Todd (saison 2)            | Elsbeth (saison 1, nouveauté)     |
| Vendredi | S.W.A.T. (saison 7)         | S.W.A.T. (saison 7)            | Fire Country (saison 2)               | Blue Bloods (saison 14, partie 1) |
| Dimanche | The Equalizer (saison 4)    | The Equalizer (saison 4)       | Tracker (saison 1, nouveauté)         | CSI : Vegas (saison 3)            |

### Programme saison 2022 - 2023
| Jours    | 20h-21h                     | 20h-21h                        | 21h-22h                               | 22h-23h                                                      |
| Jours    | 20h-20h30                   | 20h30-21h                      | 21h-22h                               | 22h-23h                                                      |
| -------- | --------------------------- | ------------------------------ | ------------------------------------- | ------------------------------------------------------------ |
| Lundi    | The Neighborhood (saison 5) | Bob Hearts Abishola (saison 4) | NCIS : Enquêtes spéciales (saison 20) | NCIS: Hawaiʻi (saison 2)                                     |
| Mardi    | FBI (saison 5)              | FBI (saison 5)                 | FBI: International (saison 2)         | FBI: Most Wanted (saison 4)                                  |
| Mercredi | Survivor (saison 43 et 44)  | Survivor (saison 43 et 44)     | The Amazing Race (saison 34)          | The Real Love Boat (saison 1, nouveauté) septembre à février |
| Mercredi | Survivor (saison 43 et 44)  | Survivor (saison 43 et 44)     | The Amazing Race (saison 34)          | True Lies (saison 1, nouveauté) mars à mai                   |
| Jeudi    | Young Sheldon (saison 5)    | Ghosts (saison 2)              | So Help Me Todd (saison 1, nouveauté) | CSI: Vegas (saison 2)                                        |
| Vendredi | S.W.A.T. (saison 6)         | S.W.A.T. (saison 6)            | Fire Country (saison 1, nouveauté)    | Blue Bloods (saison 13)                                      |
| Dimanche | The Equalizer (saison 3)    | The Equalizer (saison 3)       | East New York (saison 1, nouveauté)   | NCIS : Los Angeles (saison 14)                               |

Programme de la mi-saison :
- True Lies (saison 1, nouveauté)

### Programmation Saison 2021-2022
| Jours    | 20h-21h                     | 20h-21h                        | 21h-22h                                  | 21h-22h                                  | 22h-23h                            |
| Jours    | 20h-20h30                   | 20h30-21h                      | 21h-21h30                                | 21h30-22h                                | 22h-23h                            |
| -------- | --------------------------- | ------------------------------ | ---------------------------------------- | ---------------------------------------- | ---------------------------------- |
| Lundi    | The Neighborhood (saison 4) | Bob Hearts Abishola (saison 3) | NCIS : Enquêtes spéciales (saison 19)    | NCIS : Enquêtes spéciales (saison 19)    | NCIS: Hawaii (saison 1, nouveauté) |
| Mardi    | FBI (saison 4)              | FBI (saison 4)                 | FBI: International (saison 1, nouveauté) | FBI: International (saison 1, nouveauté) | FBI: Most Wanted (saison 3)        |
| Mercredi | Survivor (saison 41)        | Survivor (saison 41)           | Tough as Nails                           | Tough as Nails                           | CSI: Vegas (saison 1, nouveauté)   |
| Mercredi | Survivor (saison 41)        | Survivor (saison 41)           | Tough as Nails                           | Tough as Nails                           | Good Sam (saison 1, nouveauté)     |
| Jeudi    | Young Sheldon (saison 5)    | United States of Al (saison 2) | Ghosts (saison 1, nouveauté)             | B Positive (saison 2)                    | Bull (saison 6)                    |
| Vendredi | S.W.A.T. (saison 5)         | S.W.A.T. (saison 5)            | Magnum P.I. (saison 4)                   | Magnum P.I. (saison 4)                   | Blue Bloods (saison 12)            |
| Vendredi | Téléréalité                 |                                | Magnum P.I. (saison 4)                   | Magnum P.I. (saison 4)                   | Blue Bloods (saison 12)            |
| Dimanche | The Equalizer (saison 2)    | The Equalizer (saison 2)       | NCIS : Los Angeles (saison 13)           | NCIS : Los Angeles (saison 13)           | SEAL Team (saison 5)               |
| Dimanche | The Equalizer (saison 2)    | The Equalizer (saison 2)       | NCIS : Los Angeles (saison 13)           | NCIS : Los Angeles (saison 13)           | S.W.A.T. (saison 5)                |

Programmes prévus pour la mi-saison
- Blood & Treasure (saison 2)
- How We Roll (saison 1, nouveauté)

Programmes transférés sur Paramount+
- SEAL Team (saison 5)
- Evil (saison 3)

### Programmation Saison 2020-2021
| Jours    | 20h-21h                               | 20h-21h                               | 21h-22h                        | 21h-22h                        | 22h-23h                            |
| Jours    | 20h-20h30                             | 20h30-21h                             | 21h-21h30                      | 21h30-22h                      | 22h-23h                            |
| -------- | ------------------------------------- | ------------------------------------- | ------------------------------ | ------------------------------ | ---------------------------------- |
| Lundi    | The Neighborhood (saison 3)           | Bob Hearts Abishola (saison 2)        | All Rise (saison 2)            | All Rise (saison 2)            | Bull (saison 5)                    |
| Mardi    | NCIS : Enquêtes spéciales (saison 18) | NCIS : Enquêtes spéciales (saison 18) | FBI (saison 3)                 | FBI (saison 3)                 | FBI: Most Wanted (saison 2)        |
| Mercredi | The Amazing Race                      | The Amazing Race                      | SEAL Team (saison 3)           | SEAL Team (saison 3)           | S.W.A.T. (saison 4)                |
| Jeudi    | Young Sheldon (saison 4)              | B Positive (saison 1, nouveauté)      | Mom (saison 8)                 | The Unicorn (saison 2)         | Evil (saison 2)                    |
| Vendredi | MacGyver (saison 5)                   | MacGyver (saison 5)                   | Magnum P.I. (saison 3)         | Magnum P.I. (saison 3)         | Blue Bloods (saison 11)            |
| Dimanche | The Equalizer (saison 1, nouveauté)   | The Equalizer (saison 1, nouveauté)   | NCIS : Los Angeles (saison 12) | NCIS : Los Angeles (saison 12) | NCIS : Nouvelle-Orléans (saison 7) |

Programmes prévus pour la mi-saison
- Clarice (saison 1, nouveauté)

### Programmation Saison 2019-2020
| Jours    | 20h-21h                                  | 20h-21h                                   | 21h-22h                                     | 21h-22h                                     | 22h-23h                                                 |
| Jours    | 20h-20h30                                | 20h30-21h                                 | 21h-21h30                                   | 21h30-22h                                   | 22h-23h                                                 |
| -------- | ---------------------------------------- | ----------------------------------------- | ------------------------------------------- | ------------------------------------------- | ------------------------------------------------------- |
| Lundi    | The Neighborhood (saison 2)              | Bob Hearts Abishola (saison 1, nouveauté) | All Rise (saison 1, nouveauté)              | All Rise (saison 1, nouveauté)              | Bull (saison 4)                                         |
| Mardi    | NCIS : Enquêtes spéciales (saison 17)    | NCIS : Enquêtes spéciales (saison 17)     | FBI (saison 2)                              | FBI (saison 2)                              | NCIS : Nouvelle-Orléans (saison 6)                      |
| Mardi    | NCIS : Enquêtes spéciales (saison 17)    | NCIS : Enquêtes spéciales (saison 17)     | FBI (saison 2)                              | FBI (saison 2)                              | FBI: Most Wanted (saison 1, à partir de janvier)        |
| Mercredi | Survivor (saison 38)                     | Survivor (saison 38)                      | SEAL Team (saison 3)                        | SEAL Team (saison 3)                        | S.W.A.T. (saison 3)                                     |
| Mercredi | Survivor (saison 38)                     | Survivor (saison 38)                      | Esprits criminels (saison 15)               |                                             | S.W.A.T. (saison 3)                                     |
| Jeudi    | Young Sheldon (saison 3)                 | The Unicorn (saison 1, nouveauté)         | Mom (saison 7)                              | Carol's Second Act (saison 1, nouveauté)    | Evil (saison 1, nouveauté)                              |
| Jeudi    | Young Sheldon (saison 3)                 | The Unicorn (saison 1, nouveauté)         | Mom (saison 7)                              | Carol's Second Act (saison 1, nouveauté)    | Tommy (saison 1, à partir de janvier)                   |
| Vendredi | Hawaii 5-0 (saison 10)                   | Hawaii 5-0 (saison 10)                    | Magnum P.I. (saison 2)                      | Magnum P.I. (saison 2)                      | Blue Bloods (saison 10)                                 |
| Vendredi | MacGyver (saison 4, à partir de février) | MacGyver (saison 4, à partir de février)  | Hawaii 5-0 (saison 10, à partir de février) | Hawaii 5-0 (saison 10, à partir de février) | Blue Bloods (saison 10)                                 |
| Dimanche | God Friended Me (saison 2)               | God Friended Me (saison 2)                | NCIS : Los Angeles (saison 11)              | NCIS : Los Angeles (saison 11)              | Madam Secretary (saison 6)                              |
| Dimanche | God Friended Me (saison 2)               | God Friended Me (saison 2)                | NCIS : Los Angeles (saison 11)              | NCIS : Los Angeles (saison 11)              | NCIS : Nouvelle-Orléans (saison 6, à partir de février) |

Programmes prévus pour la mi-saison
- Man With a Plan (saison 4)
- Broke (saison 1, nouveauté)

### Programmation Saison 2018-2019
| Jours    | 20h-21h                                        | 20h-21h                                        | 21h-22h                        | 21h-22h                                     | 22h-23h                                |
| Jours    | 20h-20h30                                      | 20h30-21h                                      | 21h-21h30                      | 21h30-22h                                   | 22h-23h                                |
| -------- | ---------------------------------------------- | ---------------------------------------------- | ------------------------------ | ------------------------------------------- | -------------------------------------- |
| Lundi    | The Neighborhood (saison 1, nouveauté)         | Happy Together (saison 1, nouveauté)           | Magnum P.I. (saison 1, reboot) | Magnum P.I. (saison 1, reboot)              | Bull (saison 3)                        |
| Lundi    | The Neighborhood (saison 1, nouveauté)         | Papa a un plan (saison 3, à partir de février) | Magnum P.I. (saison 1, reboot) | Magnum P.I. (saison 1, reboot)              | Bull (saison 3)                        |
| Lundi    | The Neighborhood (saison 1, nouveauté)         | The Code (en) (saison 1, à partir d'avril)     |                                |                                             | Bull (saison 3)                        |
| Mardi    | NCIS : Enquêtes spéciales (saison 16)          | NCIS : Enquêtes spéciales (saison 16)          | FBI (saison 1, nouveauté)      | FBI (saison 1, nouveauté)                   | NCIS : Nouvelle-Orléans (saison 5)     |
| Mercredi | Survivor (saison 37)                           | Survivor (saison 37)                           | SEAL Team (saison 2)           | SEAL Team (saison 2)                        | Esprits Criminels (saison 14)          |
| Jeudi    | The Big Bang Theory (saison 12)                | Young Sheldon (saison 2)                       | Mom (saison 6)                 | Murphy Brown (saison 11, revival)           | S.W.A.T. (saison 2)                    |
| Jeudi    | The Big Bang Theory (saison 12)                | Young Sheldon (saison 2)                       | Mom (saison 6)                 | Fam (saison 1, de janvier à avril)          | S.W.A.T. (saison 2)                    |
| Jeudi    | The Big Bang Theory (saison 12)                | Young Sheldon (saison 2)                       | Mom (saison 6)                 | Life in Pieces (saison 4, à partir d'avril) | Elementary (saison 7, à partir de mai) |
| Vendredi | MacGyver (saison 3)                            | MacGyver (saison 3)                            | Hawaii 5-0 (saison 9)          | Hawaii 5-0 (saison 9)                       | Blue Bloods (saison 9)                 |
| Dimanche | God Friended Me (saison 1, nouveauté)          | God Friended Me (saison 1, nouveauté)          | NCIS : Los Angeles (saison 10) | NCIS : Los Angeles (saison 10)              | Madam Secretary (saison 5)             |
| Dimanche | The Red Line (en) (saison 1, à partir d'avril) | The Red Line (en) (saison 1, à partir d'avril) | NCIS : Los Angeles (saison 10) | NCIS : Los Angeles (saison 10)              | Instinct (saison 2, à partir de juin)  |

### Programmation Saison 2017-2018
| Jours    | 20h-21h                                               | 20h-21h                                        | 21h-22h                                       | 21h-22h                                          | 22h-23h                                       |
| Jours    | 20h-20h30                                             | 20h30-21h                                      | 21h-21h30                                     | 21h30-22h                                        | 22h-23h                                       |
| -------- | ----------------------------------------------------- | ---------------------------------------------- | --------------------------------------------- | ------------------------------------------------ | --------------------------------------------- |
| Lundi    | The Big Bang Theory (saison 11)                       | Young Sheldon (pilote, nouveauté)              | Kevin Can Wait (saison 1)                     | Me, Myself & I (saison 1, nouveauté)             | Scorpion (saison 4)                           |
| Lundi    | Superior Donuts (saison 2)                            | 9JKL (saison 1, nouveauté)                     | Kevin Can Wait (saison 1)                     | Man with a Plan (saison 2, à partir de novembre) | Elementary (saison 6, à partir d'avril)       |
| Mardi    | NCIS : Enquêtes spéciales (saison 15)                 | NCIS : Enquêtes spéciales (saison 15)          | Bull (saison 2)                               | Bull (saison 2)                                  | NCIS : Nouvelle-Orléans (saison 4)            |
| Mercredi | Survivor (saison 35)                                  | Survivor (saison 35)                           | SEAL Team (saison 1, nouveauté)               | SEAL Team (saison 1, nouveauté)                  | Esprits Criminels (saison 13)                 |
| Mercredi | Survivor (saison 35)                                  | Survivor (saison 35)                           | SEAL Team (saison 1, nouveauté)               | SEAL Team (saison 1, nouveauté)                  | Code Black (saison 3, à partir d'avril)       |
| Jeudi    | Thursday Night Football (jusqu'au 27 octobre)         | Thursday Night Football (jusqu'au 27 octobre)  | Thursday Night Football (jusqu'au 27 octobre) | Thursday Night Football (jusqu'au 27 octobre)    | Thursday Night Football (jusqu'au 27 octobre) |
| Jeudi    | The Big Bang Theory (saison 11, à partir de novembre) | Young Sheldon (saison 1, à partir de novembre) | Mom (saison 5, à partir de novembre)          | Life in Pieces (saison 3, à partir de novembre)  | S.W.A.T. (saison 1, nouveauté)                |
| Vendredi | MacGyver (saison 2)                                   | MacGyver (saison 2)                            | Hawaii 5-0 (saison 8)                         | Hawaii 5-0 (saison 8)                            | Blue Bloods (saison 8)                        |
| Dimanche | Wisdom of the Crowd (saison 1, nouveauté)             | Wisdom of the Crowd (saison 1, nouveauté)      | NCIS : Los Angeles (saison 9)                 | NCIS : Los Angeles (saison 9)                    | Madam Secretary (saison 4)                    |
| Dimanche | Instinct (saison 1, à partir de mars)                 |                                                | NCIS : Los Angeles (saison 9)                 | NCIS : Los Angeles (saison 9)                    | Madam Secretary (saison 4)                    |

### Séries télévisées
Voici une liste non exhaustive des séries marquantes diffusées sur la chaîne Columbia Broadcasting System, classée par genre et par ordre chronologique.
Comédies dramatiques et soap operasLes Feux de l'amour (The Young and the Restless, 1973-), Dallas (1978-1991), Côte Ouest (Knots landing, 1979-1993), Falcon Crest (1981-1990), Amour, Gloire et Beauté (The Bold and the Beautiful, 1987-), Jericho (2006-2008), Cane (2007)
Séries d'aventures, fantastiques ou de science-fictionLa Quatrième Dimension (The Twilight Zone, 1959-1964), Les Monstres (The Munsters, 1964-1966), Shérif, fais-moi peur (The Dukes of Hazzard, 1979-1985), Le Monde de Joan (Joan of Arcadia, 2003-2005), Ghost Whisperer (2005-2010)
Comédies de situationsI Love Lucy (1951-1957), L'Extravagante Lucie (The Lucy show, 1962-1968), Aline et Cathy (1984-1989), Une nounou d'enfer (The Nanny, 1993-1999), Tout le monde aime Raymond (Everybody Loves Raymond, 1996-2005), Notre belle famille (Step by Step, 1997-1998), Mon oncle Charlie (Two and a Half Men, 2003-2015), How I Met Your Mother (2005-2014), La Classe (The Class, 2006-2007), Old Christine (2006-2010), The Big Bang Theory (2007-2019), Leçons sur le mariage (Rules of Engagement, 2007-2013), Worst Week : Pour le meilleur... et pour le pire ! (Worst Week, 2008-2009), La Nouvelle Vie de Gary (Gary Unmarried, 2008-2010), Parents par accident (2009-2010), Mike and Molly (2010-2016), Mad Love (2011)
Séries policières, judiciaires ou médicalesHawaï police d'État (Hawaii Five-O, 1968-1980), M*A*S*H (1972-1983), Magnum (Magnum, P.I., 1980-1988), Cagney et Lacey (1981-1988), Arabesque (Murder, She Wrote, 1984-1996), Walker, Texas Ranger (1993-2001), JAG (1995-2005), Les Experts (CSI: Crime Scene Investigation, 2000-2015), Les Experts : Miami (CSI: Miami, 2002-2012), Cold Case (2003-2010), NCIS (2003-), Les Experts : Manhattan (CSI: NY, 2004-2013), Esprits criminels (Criminal Minds, 2005-), Numb3rs (2005-2010), Médium (2009-2011), Shark (2006-2008), Flashpoint (2008-2012), Mentalist (The Mentalist, 2008-2015), NCIS : Los Angeles (2009-2023), The Good Wife (2009-2016), Hawaii 5-O (2010-2020), Blue Bloods (2010-), Person of Interest (2011-2016), Elementary (2012-2019), NCIS : Nouvelle-Orléans (2014-2021) ,Scorpion (2014-2018), SWAT (2017-), Magnum (2018) (2018-), CSI: Vegas (2021-), NCIS: Hawaiʻi (2021-)

### Télé-réalité
- Survivor (2000–en cours)
- Big Brother (2000–en cours)
- The Amazing Race (2001–en cours)
- Kid Nation (2007–2008)

### Émissions
- 60 Minutes (1968–en cours)
- Le Juste Prix (The Price Is Right) (1972–en cours)
- Late Show: Late Show with David Letterman (1993–2015), Late Show with Stephen Colbert (2015-en cours)
- Late Late Show: The Late Late Show with Craig Ferguson (2005–2014), Late Show with James Corden (2014-en cours)
- What's My Line ? (1950–1967)
- Million Dollar Password (Mot de passe)
- David Copperfield TV Specials

## Analyse

### Identité visuelle et slogans
Des années 1940 à 1951, le logo de CBS représente une lumière de projecteur ovale éclairant les lettres capitales « C-B-S ». Le 20 octobre 1951 est diffusé un nouveau logo créé par Lou Dorfsman (en). Celui-ci représente un œil stylisé. Il devint fortement attaché à l’identité de la chaîne. Il est communément appelé « CBS Eye » ou « Eyemark ». Ce logotype est accolé aux lettres « CBS », mais il peut être indépendamment vu de toute inscription.